# Yutaka Tsuchiya
Yutaka Tsuchiya (土屋 豊, Tsuchiya Yutaka), né en 1966, est un réalisateur japonais de films documentaires.

## Filmographie
- Identity? (1993)
- What Do You Think About the War Responsibility of Emperor Hirohito? (あなたは天皇の戦争責任についてどう思いますか？) (1997)
- Ryoko, 21 Years Old (涼子・21歳)  (1998)
- The New God (新しい神様, Atarashii Kamisama) (1999)
- PEEP "TV" SHOW (2003)
- Yuuheishatachi (幽閉者たち) (2006)